# Straßenbahn Tscherjomuschki
| Straßenbahn Tscherjomuschki                                     | Straßenbahn Tscherjomuschki |
| --------------------------------------------------------------- | --------------------------- |
| 71-88G 1 und 3 zwischen Tscherjomuschki und dem Staudamm (2011) |                             |
|                                                                 |                             |
| Streckenlänge:                                                  | 5,5 km                      |
| Spurweite:                                                      | 1524 mm (Russische Spur)    |
|                                                                 |                             |

Die Straßenbahn Tscherjomuschki verbindet seit 1991 die Siedlung städtischen Typs Tscherjomuschki in Chakassien (Russland) mit dem Kraftwerk des Sajano-Schuschensker Stausees.

## Geschichte
In den 1960er Jahren wurde mit dem Bau des Sajano-Schuschensker Stausees begonnen. Für die Anbindung der Baustelle und zur Bedienung der Aluminiumwerke in Sajanogorsk wurde eine Bahnstrecke von Kamyschta an der Bahnstrecke Nowokusnezk–Abakan–Taischet (Südsibirische Eisenbahn) zur neu errichteten Siedlung Tscherjomuschki und zur Baustelle des Staudamms auf der Ostseite des Jenissei im Krasnojarski Krai errichtet. Nach Inbetriebnahme des Kraftwerks 1985 wurde die Bahnstrecke zwischen Sajanogorsk und dem Staudamm überflüssig. Dies ermöglichte Planungen zur Errichtung einer Straßenbahnstrecke, die teilweise die vorhandene Trasse weiternutzen sollte.
Ab 1988 wurden die Schienen auf der Bahnstrecke zwischen dem ehemaligen Bahnhof „Wtoroja Terrassa“ und der Ortsmitte von Tscherjomuschki entfernt und auf den Schwellen Straßenbahngleise verlegt, wie zuvor in der sowjetischen Breitspur (1524 mm). Von der Ortsmitte in Richtung Südwesten wurde die Straßenbahnstrecke neu errichtet. Die Eisenbahnstrecke, die den Jenissei überquerte, wurde nicht weitergenutzt und stillgelegt, ebenso wurde die Strecke nach Sajanogorsk stillgelegt.
Die Straßenbahnstrecke wurde am 25. Februar 1991 eröffnet und hat eine Länge von 5,5 Kilometern. Die Straßenbahn Tscherjomuschki war der letzte in der Sowjetunion neu gebaute Straßenbahnbetrieb und ist der jüngste Straßenbahnbetrieb Russlands.

## Strecke
Zwischen der Endhaltestelle „Wtoroja Terrassa“ und der Ortsmitte von Tscherjomuschki (Haltestelle „Zentralnaja“) verkehrt die Straßenbahn auf der ehemaligen Eisenbahnstrecke deutlich abseits der Straße und teilweise im Einschnitt. Südwestlich der Haltestelle „Zentralnaja“ beginnt der neugebaute Abschnitt. Kurz dahinter befindet sich der Betriebshof, der unmittelbar neben der Strecke liegt und aus zwei Abstellgleisen besteht. Im weiteren Verlauf zum Kraftwerk liegt die Straßenbahnstrecke weiterhin südöstlich der Straße. Die Haltestelle „Memorialny kompleks“ wurde erst nach der Streckeneröffnung errichtet, sie wird nur bei Bedarf bedient. Dort befindet sich ein Denkmal für den Bau des Staudamms und des Kraftwerks. Diese Haltestelle ist die letzte öffentlich zugängliche, dahinter beginnt das Werksgelände des Kraftwerks, auf dem sich die Haltestellen „ORU-500“ und „SŠGES“ befinden. Hinter der Endhaltestelle „SŠGES“ führt das Gleis noch etwas weiter bis an den Staudamm, dort befindet sich die Werkstatt des Straßenbahnbetriebs.
Die Strecke ist durchgehend eingleisig. Auch die Endhaltestellen sind als einfache Gleisstümpfe ohne zusätzliche Gleise ausgeführt. Ausweichen gibt es nicht.

## Fahrzeuge
Bereits 1988 wurden drei Triebwagen des Typs 71-88G des Petersburger Straßenbahn-mechanischen Werks (PTMZ) beschafft. Hierbei handelt es sich um eine Variante des Typs LM-68M in Zweirichtungsausführung. Diese wurde erforderlich, da die Strecke keine Wendemöglichkeit hat. Mit diesen Triebwagen wurde der Straßenbahnbetrieb eröffnet. 1992 wurden drei weitere Triebwagen des gleichen Typs geliefert. 2014 waren noch alle Triebwagen im Bestand.

## Betrieb
Die Straßenbahn wird von der örtlichen Niederlassung von RusHydro zusammen mit dem Wasserkraftwerk betrieben. Die Benutzung der Straßenbahn in Tscherjomuschki ist kostenlos. Die Straßenbahn verkehrt montags bis freitags etwa stündlich von etwa 6:30 bis 20:30. Die Fahrzeit über die Gesamtstrecke beträgt 15 Minuten. Hierfür wird tagsüber nur ein Triebwagen benötigt. Morgens und nachmittags wird eine Doppeltraktion eingesetzt, morgens verkehren abschnittsweise zusätzlich zwei Einzeltriebwagen in gleicher Fahrplanlage, dadurch sind diese Fahrten im Fahrplan nicht ersichtlich.

## Bilder
|  |  |  |